# Amphoe Muang Sam Sip
Amphoe Muang Sam Sip (Thai: อำเภอ ม่วงสามสิบ) ist ein Landkreis (Amphoe – Verwaltungs-Distrikt) im Nordwesten der Provinz Ubon Ratchathani. Die Provinz Ubon Ratchathani liegt in der Nordostregion von Thailand, dem so genannten Isan.

## Geographie
Benachbarte Landkreise (von Osten im Uhrzeigersinn): die Amphoe Lao Suea Kok, Mueang Ubon Ratchathani und Khueang Nai in der Provinz Ubon Ratchathani, sowie die Amphoe Hua Taphan, Lue Amnat und Phana der Provinz Amnat Charoen.
Wichtige Flüsse des Landkreises sind der Lam Se Bok (ลำเซบก) und der Lam Se Bai (ลำเซบาย).

## Geschichte
Im Jahr 1909 legte die Regierung die beiden Kreise Kasem Sima und Utarupala Nikhom zusammen und nannte den neuen Landkreis Utara Ubon. Vier Jahre später wurde der Name zurück in Kasem Sima geändert. Das Verwaltungsgebäude wurde 1917 nach Ban Muang Sam Sip verlegt, der Name des Landkreises wurde der neuen Lage angepasst. Später im Jahr 1924 baute die Regierung dort ein neues Verwaltungsgebäude. Das derzeitige Verwaltungsgebäude wurde 1993 in der gleichen Gegend gebaut.

## Verwaltungseinheiten
Provinzverwaltung
Der Landkreis Muang Sam Sip ist in 14 Tambon („Unterbezirke“ oder „Gemeinden“) eingeteilt, die sich weiter in 158 Muban („Dörfer“) unterteilen.
| Nr. | Name                | Thai          | Muban | Einw. |
| --- | ------------------- | ------------- | ----- | ----- |
| 1.  | Muang Sam Sip       | ม่วงสามสิบ      | 12    | 9.994 |
| 2.  | Lao Bok             | เหล่าบก        | 12    | 5.629 |
| 3.  | Dum Yai             | ดุมใหญ่         | 13    | 5.921 |
| 4.  | Nong Chang Yai      | หนองช้างใหญ่    | 08    | 4.781 |
| 5.  | Nong Mueang         | หนองเมือง      | 14    | 7.766 |
| 6.  | Toei                | เตย           | 12    | 7.836 |
| 7.  | Yang Sak Krapho Lum | ยางสักกระโพหลุ่ม | 11    | 6.668 |
| 8.  | Nong Khai Nok       | หนองไข่นก      | 08    | 3.609 |
| 9.  | Nong Lao            | หนองเหล่า      | 15    | 7.223 |
| 10. | Nong Hang           | หนองฮาง       | 09    | 4.460 |
| 11. | Yang Yo Phap        | ยางโยภาพ      | 13    | 7.904 |
| 12. | Phai Yai            | ไผ่ใหญ่         | 12    | 4.774 |
| 13. | Na Loeng            | นาเลิง         | 09    | 4.135 |
| 14. | Phon Phaeng         | โพนแพง        | 10    | 3.702 |

Lokalverwaltung
Es gibt eine Kommune mit „Kleinstadt“-Status (Thesaban Tambon) im Landkreis:
- Muang Sam Sip (Thai: เทศบาลตำบลม่วงสามสิบ), bestehend aus Teilen des Tambon Muang Sam Sip.

Außerdem gibt es 14 „Tambon-Verwaltungsorganisationen“ (องค์การบริหารส่วนตำบล – Tambon Administrative Organizations, TAO):
- Muang Sam Sip (Thai: องค์การบริหารส่วนตำบลม่วงสามสิบ)
- Lao Bok (Thai: องค์การบริหารส่วนตำบลเหล่าบก)
- Dum Yai (Thai: องค์การบริหารส่วนตำบลดุมใหญ่)
- Nong Chang Yai (Thai: องค์การบริหารส่วนตำบลหนองช้างใหญ่)
- Nong Mueang (Thai: องค์การบริหารส่วนตำบลหนองเมือง)
- Toei (Thai: องค์การบริหารส่วนตำบลเตย)
- Yang Sak Krapho Lum (Thai: องค์การบริหารส่วนตำบลยางสักกระโพหลุ่ม)
- Nong Khai Nok (Thai: องค์การบริหารส่วนตำบลหนองไข่นก)
- Nong Lao (Thai: องค์การบริหารส่วนตำบลหนองเหล่า)
- Nong Hang (Thai: องค์การบริหารส่วนตำบลหนองฮาง)
- Yang Yo Phap (Thai: องค์การบริหารส่วนตำบลยางโยภาพ)
- Phai Yai (Thai: องค์การบริหารส่วนตำบลไผ่ใหญ่)
- Na Loeng (Thai: องค์การบริหารส่วนตำบลนาเลิง)
- Phon Phaeng (Thai: องค์การบริหารส่วนตำบลโพนแพง)